# Sebastiano Riera Coromina
Sebastiano Riera Coromina (Ribes de Freser, 13 ottobre 1913 – Barbastro, 15 agosto 1936) è stato un religioso spagnolo, martirizzato a Barbastro durante la Guerra civile spagnola e venerato come beato dalla Chiesa cattolica.

## Biografia
Sebastiano nacque a Ribes de Freser, un paese della provincia di Gerona, in Catalogna. Suo padre era un sottufficiale della Guardia Civil. Chiese di far parte della famiglia Clarettiana nel 1925, studiò a Cervera, Alagon e ancora a Cervera. Pronunciò i voti religiosi il 15 agosto 1930. In una lettera del dicembre 1932, si rammaricò con i suoi della legge sul servizio militare appena promulgata che impediva la professione perpetua e l'ordinazione sacerdotale prima del servizio di leva.
Predicare era il so gno della sua vita, approfittava delle passeggiate per declamare insieme ai compagni i suoi sermoni. È conservata una lettera del 30 gennaio del 1936 che, con aspetti comici, descrive le giornate di seminario:
{{...abbiamo il piacere di alzarci ogni giorno alle cinque, il risveglio è istintivo, come quello dei galli... Ci riscaldiamo alla zingaresca, cioè facendo alcuni giri di corsa nei chiostri e nei cortili. Non allarmarti, mamma, siamo tanto contenti e non abbiamo bisogno di stufe e di bracieri che fanno a pugni con l'igiene. Il nostro è un collegio internazionale costituito da 79 membri. Ci sono argentini, cileni, boliviani, un peruviano, un cinese, un tedesco... se vedessi con che entusiasmo giochiamo 'alla pelota', al pallone e al tiro alla fune... e ora riposatevi un po', dopo la fatica fatta nel leggere questa lunga lettera...}}
Il 1 luglio 1936 venne trasferito al seminario di Barbastro per ricevere l'istruzione premilitare al termine della quale era prevista l'ordinazione sacerdotale
Il 20 luglio 1936 il seminario venne assaltato e perquisito dalle milizie anarchiche per cercare armi e munizioni. Insieme alla maggior parte dei confratelli Luigi venne arrestato e rinchiuso nel salone degli atti accademici della scuola degli Scolopi, che divenne la loro prigione improvvisata. Ad un carceriere che gli chiedeva se aveste vinto voi cosa ci avreste fatto? Sebastiano rispose: quello che facciamo ora: vi avremmo perdonato!
Firmò la lettera di offerta alla Congregazione con queste parole:
(Sebastiano Riera Coromina, Firma sulla lettera di offerta alla Congregazione)

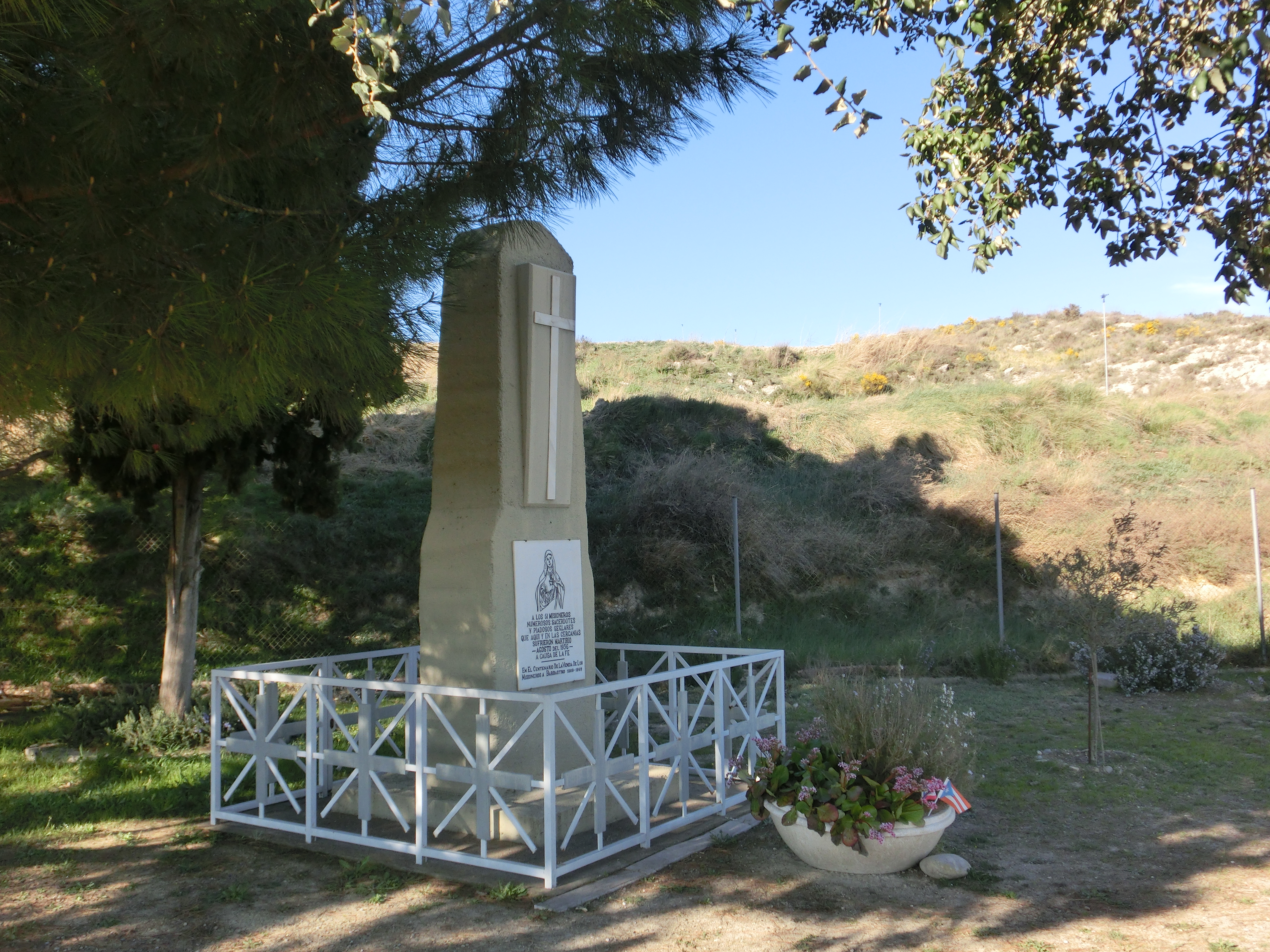
Monumento funebre nel luogo della fucilazione

Insieme a 19 suoi confratelli, Sebastiano è stato fucilato nelle prime ore del 15 agosto sul ciglio di una strada fuori città, fece parte del quarto gruppo di claretiani di Barbastro che subirono il martirio. I loro corpi sono stati gettati in una fossa comune.
Nel 2013 è uscito un film sulla vicenda intitolato Un Dio vietato per la regia di Pablo Moreno.

## Culto

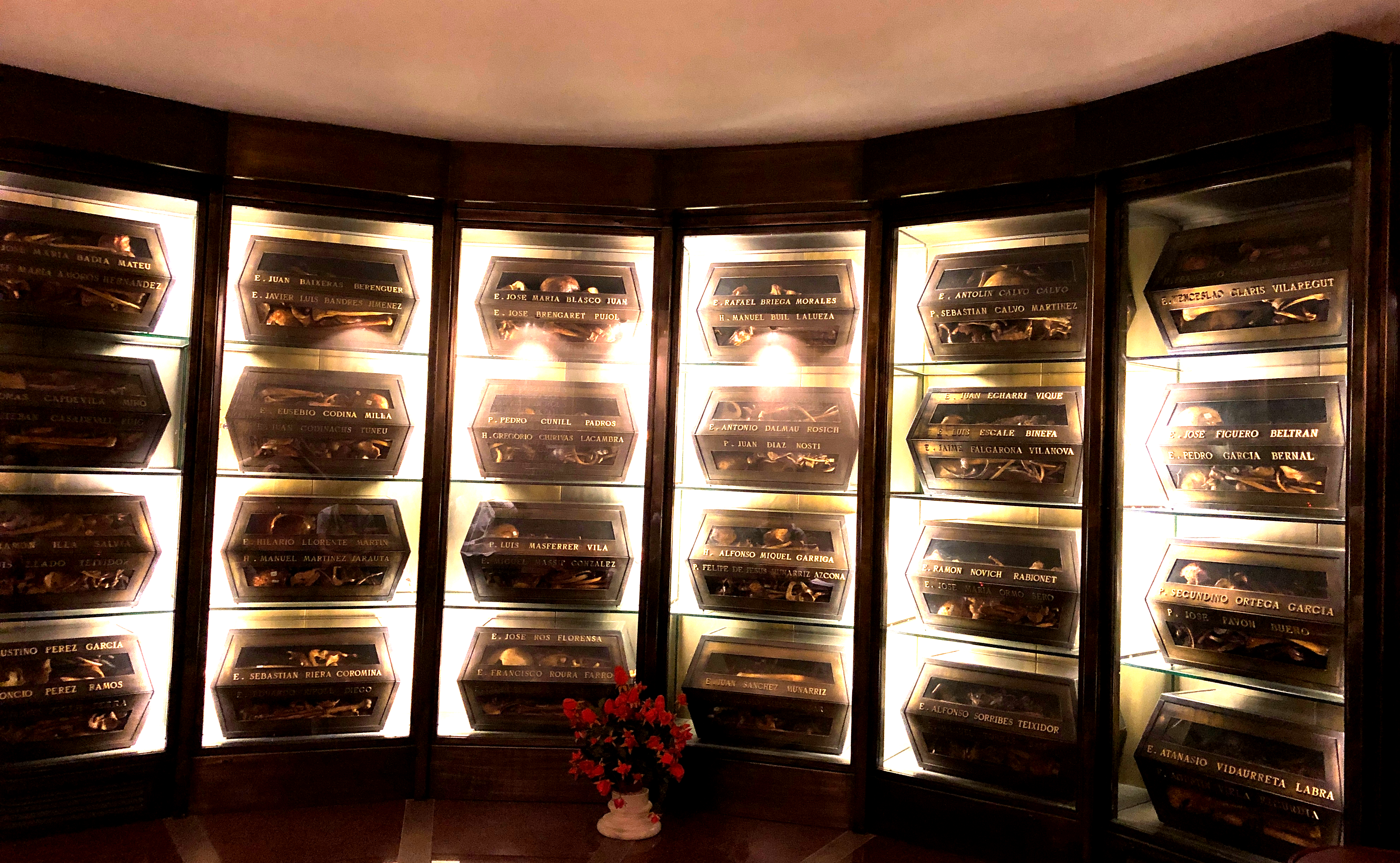
Cripta ubicata sotto all'altare della chiesa annessa al museo dei martiri Claretiani di Barbastro

Dopo la guerra i resti dei martiri furono riesumati dalle fosse comuni e, grazie alle medagliette metalliche cucite dalla lavanderia del seminario sulle loro tonache, è stato possibile risalire ai nomi delle singole persone. I resti sono composti in teche e si possono oggi venerare nella cripta della chiesa annessa al museo.
Il 20 maggio 1947 nella diocesi di Barbastro si aprì il processo informativo circa il martirio che si chiuse il 23 settembre 1949. L’8 febbraio 1961 fu promulgato il Decreto sugli scritti. La dichiarazione di validità del processo, con Decreto del 9 febbraio 1990, portò alla trasmissione della “Positio super martyrio” alla Congregazione delle Cause dei Santi nello stesso anno.
A seguito della riunione della commissione teologica che si tenne il 4 febbraio 1992 e di quella dei cardinali e vescovi della Congregazione si arrivò, il 7 marzo 1992, alla promulgazione del Decreto sul martirio. La beatificazione avvenne a Roma, ad opera di Giovanni Paolo II, il 25 ottobre 1992.
La Chiesa cattolica lo ricorda il 15 agosto.